# 비정성시
《비정성시》(중국어: 悲情城市, 병음: bēiqíng chéngshì, 영어: A City of Sadness)는 2.28 사건을 소재로 한 허우샤오셴 감독의 1989년 중화민국 역사 드라마 장르의 영화이다.
중국어 영화로는 처음으로 베네치아 국제 영화제에서 황금사자상을 수상했다.
영화의 흥행 이후, 주펀은 관광 명소로 급부상하게 되었다.

## 출연진
- 량차오웨이(梁朝偉)
- 천쑹융(陳松勇)
- 신수펀(辛樹芬)
- 가오제(高捷)
- 리톈루(李天祿)